# Mogens Pedersøn
Pour les articles homonymes, voir Pederson.
Mogens Pedersøn (né vers 1585, décédé vers 1623) est un musicien danois, maître de chapelle, considéré comme le compositeur danois le plus remarquable à l'époque de Christian IV. Il a été un élève de Giovanni Gabrieli, l'un des principaux compositeurs de madrigaux italiens de l'époque, puis a séjourné en Angleterre, où les madrigaux sont également en vogue. Il est employé à la chapelle royale de la cour du Danemark, où il termine sa carrière comme maître de chapelle adjoint.
Il fut également le professeur du prince héritier, Christian de Danemark, qui persuada plus tard l'un des principaux compositeurs et directeur musical de l'époque, Heinrich Schütz, de rester au Danemark.
Mogens Pedersøn a écrit un certain nombre de madrigaux, un recueil important de musique religieuse Pratum Spirituale, et quelques pavanes, qui n'ont pas tous survécu jusqu'à nos jours.

## Biographie
On trouve des traces Pedersøn pour la première fois en 1599, alors qu'il est enfant de chœur à la cour royale et apprenti instrumentiste auprès de Melchior Borchgrevinck. Après avoir constitué sa chapelle avec des musiciens étrangers, Christian IV a commencé à employer de jeunes Danois remarqués pour leur talent, et en plus de Mogens Pedersøn, 8 garçons chanteurs étaient employés. Ils étaient soprano dans les chœurs, et apprenaient également les disciplines musicales par le maître de chapelle. En plus des garçons chanteurs, il y avait également des apprentis instrumentistes et des apprentis trompettistes.
Malgré cela, le niveau musical au Danemark était encore inférieur à celui des pays plus méridionaux, et les étudiants les plus doués étaient envoyés poursuivre leurs études en Italie auprès des meilleurs maîtres de musique de l'époque. Ainsi, dans les années 1599-1600, Mogens Pedersøn est envoyé à Venise avec trois autres talents musicaux danois, Hans Nielsen, Arnoldus de Fine et Hans Brock, sous la direction de Borchgrevinck pour étudier avec Giovanni Gabrieli. Le séjour ne dura qu'environ un an et, à partir de 1603, il devient instrumentiste dans l'orchestre de la cour de Christian IV.
Deux ans plus tard, il est de nouveau envoyé à Venise et y séjourne pendant 4 ans et demi (1605-09), toujours sous l'égide de Giovanni Gabrieli,. Le séjour est cette fois payé sous la forme d'un salaire fixe, alors qu'autrefois il devait se débrouiller « à ses frais ».
Sa carrière d'instrumentiste se poursuit jusqu'au déclenchement de la guerre de Kalmar en 1611. Il est alors envoyé, avec ses collègues Jacob Ørn et Hans Brachrogge, étudier avec les compositeurs de madrigaux à la cour de Jacques Ier d'Angleterre à Londres pendant trois ans (la sœur de Christian IV était la reine Anne, mariée à Jacques Ier),. En 1614, Christian IV rend visite à la cour d'Angleterre et, à son retour au Danemark, les membres exilés de la chapelle reviennent avec lui, à l'exception de Pedersøn, qui ne quitte le pays que quelques mois plus tard.
Dans les années qui suivent le séjour en Angleterre, la chapelle est agrandie avec de nouveaux apprentis pour l'orchestre, tandis que le corps des chanteurs reste pendant un certain temps au point mort. Mais le développement se poursuit : en 1615-1618, l'orchestre s'agrandit finalement jusqu'à comprendre 30 musiciens, dont trois apprentis.
La carrière de Mogens Pedersøn culmine en 1618 alors que, dans le cadre d'une réorganisation de la chapelle, Borchgrevinck est nommé maître de chapelle en chef. Il est le premier musicien danois à recevoir le poste nouvellement créé de maître de chapelle adjoint, poste qu'il conserve jusqu'à sa mort. Il a été, avec son professeur Borchgrevinck, le membre le plus important de la grande chapelle de Christian IV. En 1621, il obtient un poste de vicaire à Roskilde.

## Œuvre
Mogens Pedersøn était un compositeur polyvalent qui écrivait pour la plupart des genres musicaux courants à la cour de son époque. Il fit publier deux recueils de madrigaux à cinq parties, en 1608 ( "Madrigali a 5 voci, libro I" )  et 1611 et quelques madrigaux à trois parties en 1619 ( "Madrigaletti a 3 voci" ).
Son œuvre la plus significative, et une œuvre majeure de la musique religieuse danoise de l'époque, est Pratum spirituale. Ce sont des messes, des psaumes, des motets, qui sont utilisées au Danemark et en Norvège. Selon Hammerich, cette œuvre démontre un talent certain, et une technique assez élaborée pour l'époque, mais qui n'était pas encore complètement au point. Cela reflète à la fois sa personnalité artistique et l'environnement musical artistique danois dans lequel il a évolué. Cette collection de pièces musicales religieuses contient une messe danoise en cinq parties, de nombreux arrangements de choral avec texte danois, des répons latins et danois et trois motets latins. L'œuvre est dédiée au prince héritier, le fils de Christian IV, qui fut l'élève de Pedersøn,.
De plus, Pedersøn a écrit de la musique instrumentale, par exemple deux pavanes inachevées pour consort.

### Maître de chapelle adjoint

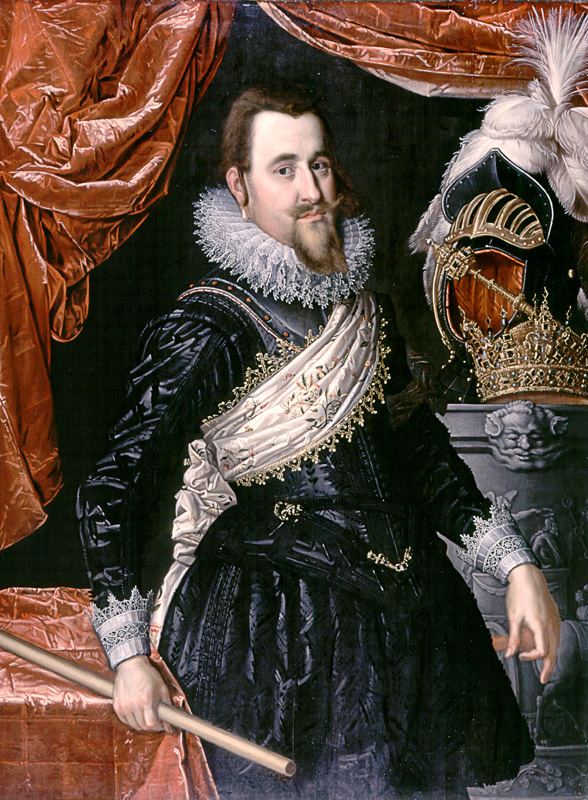
Christian IV, créateur de la Chapelle Royale de musique, qui permit à Mogens Pedersøn de faire carrière.

La nomination de Mogens Pedersøn au poste de maître adjoint de la chapelle intervient à une époque où la chapelle royale était florissante. Au cours des années précédentes, son effectif était passé de 9 à 20 hommes et, à partir de 1616, ils avaient recommencé à embaucher des apprentis, dont l'un était sous l'autorité de Pedersøn.
En 1618, Perderson est nommé et des ordres furent donnés, entre autres, à l'évêque d'Aarhus et au Domkapitlet de Trondheim (la Norvège faisait partie du royaume) de recruter et d'envoyer des musiciens au maître de chapelle adjoint de Copenhague, ainsi que d'embaucher 10 nouveaux chanteurs. Cela portait le chœur à 31 chanteurs, le corps des trompettes à 16 musiciens et 30 instrumentistes, soit un total de 77 hommes (ou 61 hommes si l'on omet les trompettes).
Cette chapelle royale fut utilisée à plusieurs occasions notables, par exemple lors de la réception d'un envoyé brandebourgeois à Kronborg en 1617 et lors de la rencontre entre Christian IV et le roi suédois Gustave II Adolphe à Halmstad quelques années plus tard.
C'est alors que le pays - et l'orchestre - furent frappés par une « peste » (probablement le typhus ) en 1619, et 5 des 13 trompettistes moururent . La mort affecta également les instrumentistes et les enfants de chapelle sous l'autorité de Mogens Pedersøn, mais ces pertes ont été cependant immédiatement compensées par de nouveaux recrutements.
C’est néanmoins dans ces conditions désastreuses qu’est apparue une œuvre de psaume majeure, « Madrigaletti a III voci, Libro primo ». Nouamente composti et dati in luce à Copenhague. Apresso Henrico Waldkirch M.DC. XIX" composé de 21 madrigaux à 3 voix, dont 2 composés par Mogens Pedersøn. Ces deux compositions étaient de loin supérieures en qualité aux autres œuvres de la collection.
En 1620, Mogens Pedersøn publie son propre recueil, « Pratum spirituale », pour cinq voix  et composé de 28 airs d'hymnes, 3 « kyrie » à chanter respectivement à Noël, Pâques et Pentecôte, des fragments d'une messe latine et 3 motets avec textes latins.
Malgré ces réalisations dans des temps difficiles, 1618 représente le point culminant de la Chapelle Royale. Dans les années qui suivirent, la chapelle se réduisit inexorablement, même si le roi continua à recruter de nouvelles personnes et que le personnel des chanteurs resta constant. En 1623, Mogens Pedersøn mourut et fut remplacé par Hans Nielsen comme maître de chapelle adjoint.

## Style musical
Les premières compositions de Mogens Pedersøn furent publiées lors de son deuxième séjour en Italie sous le titre Madrigali a cinque voci, Libro I en 1608. Il s'agissait de madrigaux, qui est un type de musique qui convenait pour montrer les capacités du compositeur à créer un lien entre la musique et le texte et à montrer différentes techniques, styles et manières d'expression. Cette publication peut être considérée comme une sorte d'examen musical, où le compositeur devait montrer ce qu'il avait appris de son professeur.
Dans le célèbre Manuscrit Tregian, recueil de 2000 œuvres musicales copiés par Francis Tregian alors qu'il était emprisonné à Londres de 1609 à 1619 à cause de sa foi catholique, on trouve dix madrigaux que le copiste attribue à Pedersøn ("Magno Petreio. Dano. Ex 1.2° 1611"), qui peuvent être utiles pour apprécier le style de ses premières compositions.
Une comparaison entre les textes des madrigaux de Pedersøn et ceux de la musique vocale profane de l'époque montre qu'il aurait « emprunté » le texte à cinq poèmes de Giovanni Battista Guarini ainsi qu'à Ercole Cavaletto et Angelo Grillo (pour le ce dernier, on parle apparemment de texte partagé entre deux madrigaux) ainsi que du compositeur Amante Franzoni. Cependant, Pedersøn n'a pas utilisé les textes complets mais seulement des fragments plus petits, qui ont également été reconstitués d'une manière nouvelle qui ne correspond pas tout à fait aux originaux.
Dans le cas de Franzoni, il y a non seulement un certain accord entre les morceaux de texte mais aussi entre les motifs dans la progression mélodique, typiquement dans l'introduction, après quoi il passe à une élaboration des figures mélodiques et rythmiques du modèle. Il est cependant frappant que Pedersøn ait choisi pour ses compositions des modèles très éloignés des madrigaux traditionnels à cinq voix qu'il avait étudiés avec Giovanni Gabrieli.
L'œuvre tardive de Pedersøn, "Pratum spirituale", est l’œuvre d'un compositeur mature. Le traitement harmonique dépend de la nature des compositions individuelles, selon qu'il s'agit d'hymnes destinés à être chantés à l'église ou de compositions plus libres. Les hymnes sont rédigés en contrepoint simple, note pour note, et la mélodie était presque toujours dans tessiture propre à être chantée par la congrégation. Quelques airs utilisent une forme harmonique plus libre avec des figures et des imitations de voix d'accompagnement sur le modèle du compositeur allemand Johannes Eccard. Les motets et le fragment de la messe latine ont leurs formes propres.
L'œuvre porte la marque d'avoir été réalisée dans une période de transition, où les anciens styles d'église n'ont pas encore été abandonnées, mais où l'on observe également une tendance vers un style plus tardif, plus moderne, s'éloignant du strict système diatonique.

## Importance
L'importance de Mogens Pedersøn est difficile à évaluer. On peut le voir comme un maillon dans la construction d'une musique danoise : dans les premières années de Christian IV, il employait principalement des musiciens étrangers, mais Mogens Pedersøn et d'autres contemporains sont représentatifs d'une évolution vers le recrutement de Danois pour la musique et le chant, et il appartient à la première génération de compositeurs danois. Cependant, l’époque était encore cosmopolite et cette première tentative de construction de la musique danoise peut paraître quelque peu isolée.
Le fait que Mogens Pedersøn soit le professeur du prince héritier Christian a été important dans l'histoire musicale du Danemark. Il ne fait aucun doute que le prince a développé un intérêt pour la musique et c'est lui qui a ensuite pris l'initiative de faire venir au Danemark le plus grand compositeur et chef d'orchestre de l'époque, Heinrich Schütz, tout comme il semble avoir ensuite construit une cour plus petite. au roi,[style à revoir] qui comprenait également des musiciens.
Pour la postérité, les compositions de Mogens Pedersøn présentent sans aucun doute un intérêt. Elles ont été récemment reconstituées et ont ainsi été mises à la disposition d'un public moderne. Elles reflètent le style contemporain et le développement musical qui a eu lieu à cette époque et dont Mogens Pedersøn faisait partie.

## Liste des œuvres
- Madrigali a 5 voci, libro I (1608 à Venise), dédié au roi.
- 2 madrigaletti dans Madrigaletti a 3 voci de Hans Brachrogge (1619). Fac-similé complet à la Bibliothèque Royale
- Pratum spirituale, ils Messes, hymnes, motets, utilisables hors du Danemark et de la Norvège, composés à 5 voix ; Kiøbenhaffn 1620, dédié au prince Christian. Fac-similé complet à la Bibliothèque Royale